# Wilhelm Brummer
Lars-Johan Wilhelm Brummer, född 24 maj 1970 i Helsingfors av adliga ätten Brummer, är en finländsk genealog, faleristiker och heraldisk rådgivare.
Brummer blev filosofie kandidat vid Helsingfors universitet 2003, filosofie magister i historia (historiemåleri) år 2008. Han är delägare i släktegendomen Hiiskula i Vichtis.
Wilhelm Brummer är genealog vid Finlands riddarhus och verksam som guide vid Mannerheim-museet i Helsingfors. Han bedriver en utåtriktad verksamhet för att uppmärksamma och bevara Finlands adels kulturarv. Han representerar sedan 2007 Finland som adjungerad ledamot i Svenska vapenkollegiet (som administrerar och leder Svenskt vapenregister). Han är associerad ledamot av Académie Internationale d'Héraldique och arkivarie vid finska avdelningen av Johanniterorden (Balliet Brandenburg).
Henkilö- ja sukuvaakunat Suomessa, utgiven under Wilhelm Brummers redaktörs- och medarbetarskap, är den första kronologiskt ordnade framställningen av personliga heraldiska vapen och ättevapen i Finland från medeltid till nutid.

## Utmärkelser
Förtjänstkorset av Finlands Lejons orden 

### Skribent
- Monumentalmålarens publik: En studie av R. W. Ekmans Lantdagsöppningen 1863. Pro gradu-avhandling. Helsingfors universitet 2008.
- Hovmålare R. W. Ekmans målning Kejsar Alexander II förklarar ständermötet 1863 öppnat: Tillblivelsen av målningen och några synpunkter om dess sanningsenlighet. Proseminarieuppsats, Helsingfors universitet, c:a 2003.

### Medförfattare
- Guy Stair Sainty och Rafal Heydel-Mankoo, red (2006). ”Finnish House of Nobility” (på engelska). World Orders och Knighthood and Chivalry (1). Wilmington, Delaware: Burke’s Peerage. ISBN 9780971196674. OCLC 71807491

### Redaktör och medförfattare
- Med Antti Matikkala: Henkilö- ja sukuvaakunat Suomessa. ISBN 978-952-222-283-1. Finska litteratursällskapet, Helsingfors 2011. Bidrag av Wilhelm Brummer häruti: ”Kuninkaan ja keisarin armosta – vaakunoita aatelille 1420–1912”.

### Redaktör
- Med Tom C. Bergroth och Antti Matikkala: Kahden presidenttikauden kunnia: Mauno Koiviston kunniamerkit – Två presidentperioders heder: Mauno Koivistos ordnar och utmärkelsetecken. ISBN 978-951-533-707-8. Suomen Valkoisen Ruusun ja Suomen Leijonan ritarikunnat (Finlands vita ros och Finlands Lejons ordnar), Helsingfors 2011.

### Översättare
- Torgil Mohlin och Olof Holmberg: Georg Theodor Polychron Chiewitz Torgil Mohlinin ja Olof Holmbergin kuvaamana. ISBN 978-952-99780-2-1. Ritarihuone (Finlands riddarhus), Helsingfors 2009